# Aleksy (Gromadzki)

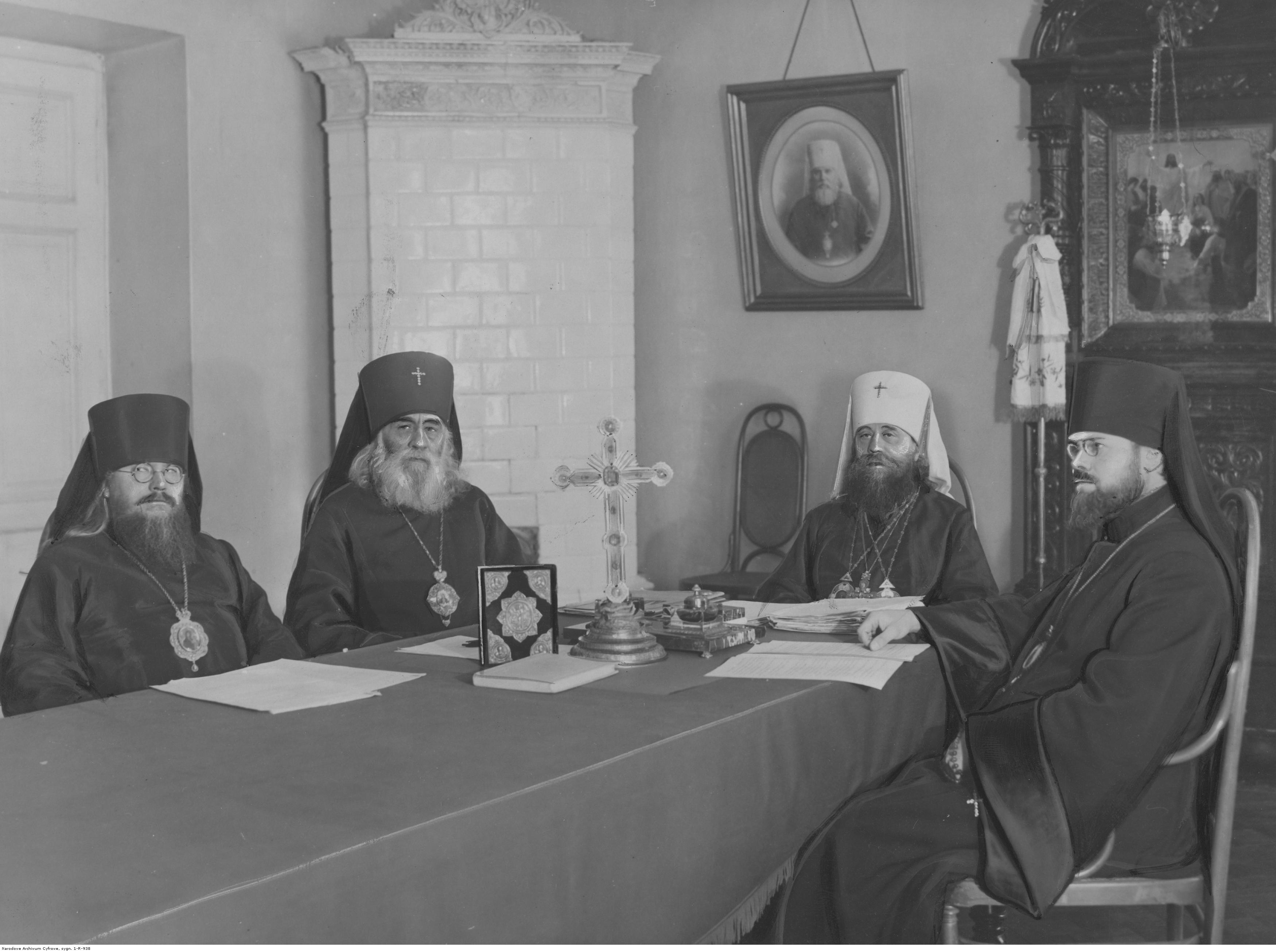
Biskup Aleksy (pierwszy z lewej) na spotkaniu roboczym synodu biskupów Polskiego Autokefalicznego Kościoła Prawosławnego

Aleksy, imię świeckie Aleksander Gromadzki, ukr. Олександр Якубович Громадський, ros. Александр Якубович Громадский (ur. 3 września 1882 w Dokudowie, zm. 8 maja 1943 w Smydze) – biskup Rosyjskiego Kościoła Prawosławnego, a następnie w latach 1923–1940 Polskiego Autokefalicznego Kościoła Prawosławnego. W latach 1940–1943 zwierzchnik Ukraińskiego Autonomicznego Kościoła Prawosławnego.

## Wczesna działalność
Był z pochodzenia Ukraińcem, synem cerkiewnego psalmisty. Ukończył w 1908 Akademię Duchowną w Kijowie, po czym podjął pracę nauczyciela w gimnazjum męskim w Chełmie i ożenił się, po czym przyjął święcenia kapłańskie. Po śmierci żony wstąpił w 1919 do zakonu. Wieczyste śluby mnisze złożył w monasterze św. Jana Miłościwego w Zahajcach Małych i trzy lata później, 21 kwietnia 1922, został wikariuszem eparchii wołyńskiej z tytułem biskupa łuckiego. Po roku został przeniesiony na katedrę grodzieńską po usunięciu z niej przeciwnika autokefalii Kościoła w Polsce, biskupa Włodzimierza (Tichonickiego). Pięć lat później został podniesiony do godności arcybiskupa.

## Biskup wołyński
W 1934, pod wpływem nacisku wiernych narodowości ukraińskiej, żądających powołania na katedrę wołyńską biskupa narodowości ukraińskiej, metropolita Dionizy (Waledyński) zrezygnował z tej katedry, którą tymczasowo łączył z godnością metropolity warszawskiego i całej Polski. Arcybiskupem wołyńskim został Aleksy (Gromadzki), jedyny z biskupów popierający ruch na rzecz ukrainizacji PAKP. W październiku 1934 wprowadził język ukraiński do korespondencji prowadzonej przez diecezję wołyńską, zaś w styczniu 1935 nakazał stosować go również w kazaniach, jeśli będzie ku temu wola parafian. Między innymi z tego powodu w końcu lat 30. lubelskie Dowództwo Okręgu Korpusu charakteryzowało go jako nacjonalistę pozostającego pod wpływem OUN, z którą sympatyzował biskup pomocniczy diecezji, Polikarp (Sikorski).
W 1938, po wyburzeniu ok. 140 cerkwi w ramach akcji rewindykacyjno-polonizacyjnej, biskup udał się na objazd diecezji, w czasie którego wzywał do trwania przy wierze prawosławnej.
W 1940, po faktycznym zamarciu działalności struktur PAKP, biskup zdecydował się wrócić w jurysdykcję Rosyjskiego Kościoła Prawosławnego, z którego został wykluczony w momencie poparcia autokefalii Kościoła prawosławnego w Polsce. Pełniący obowiązki patriarchy Moskwy metropolita Sergiusz pozwolił mu zachować tytuł arcybiskupa wołyńskiego.

### Działalność na rzecz autonomii Kościoła ukraińskiego
Jako hierarcha wołyński arcybiskup sprzeciwiał się tendencjom do nawet niekanonicznego powołania do życia autokefalicznego Kościoła ukraińskiego. Opowiadał się natomiast za organizacją Ukraińskiego Autonomicznego Kościoła Prawosławnego, zachowującego podległość wobec Moskwy, co miałoby być kontynuacją postanowień Soboru Lokalnego Rosyjskiego Kościoła Prawosławnego w kwestii ukraińskiej. Wiosną 1941 został za to aresztowany przez NKWD.
Działania na rzecz budowy Kościoła Autonomicznego prowadził wbrew woli swojego dawnego zwierzchnika, metropolity warszawskiego i całej Polski, który w związku z tym powołał tymczasowego administratora Kościoła na Ukrainie biskupa Polikarpa (Sikorskiego). Mimo tego 18 lipca 1941 przyjął wybór na metropolitę autonomicznego Kościoła ukraińskiego, a trzy dni później w liście do wiernych ogłosił objęcie zwierzchnictwa nad parafiami ukraińskimi w Generalnym Gubernatorstwie. Występował przeciw działalności Organizacji Ukraińskich Nacjonalistów i potępił pierwsze napady dokonane przez UPA na polską ludność Wołynia.

## Śmierć

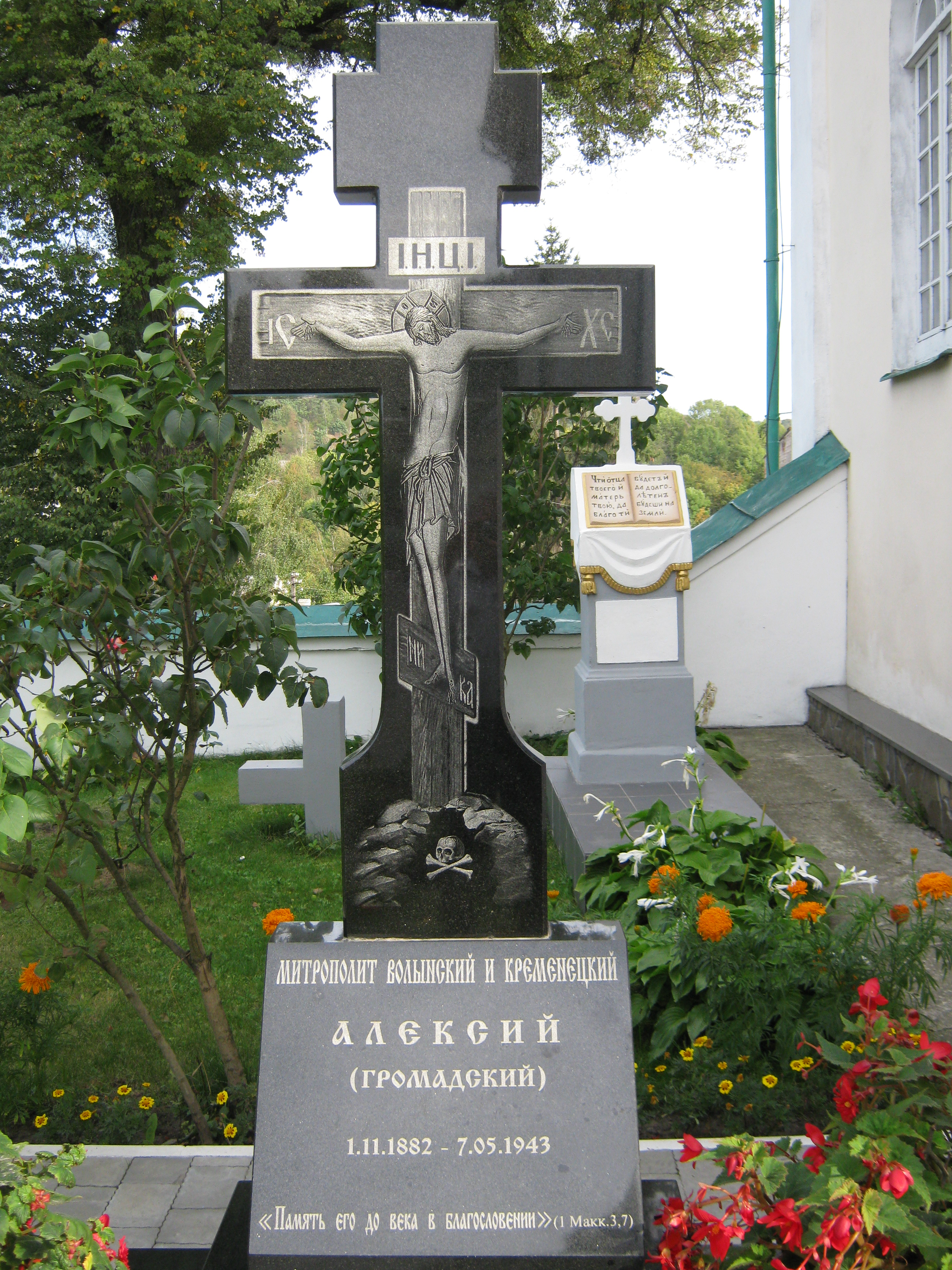
Grób metropolity Aleksego

7 (lub 8) maja 1943 r., podczas objazdu eparchii, metropolita zginął w zasadzce urządzonej przez współpracujący z banderowcami oddział partyzancki OUN-M pod dowództwem Mykoły Nedweżkiego „Chrina”. Według Grzegorza Motyki mogło to być wynikiem pomyłki melnykowców, którzy zamierzali zabić Gebietskommissara Müllera. Zabójcy hierarchy utrzymywali, że znaleźli przy nim dokumenty świadczące o domniemanej kolaboracji z hitlerowcami, jednocześnie jednak starali się zrzucić winę za jego śmierć na partyzantkę radziecką. Wpływ na dokonanie zasadzki mogło mieć potępienie przez władykę Aleksego pierwszych mordów banderowskiej partyzantki na wołyńskich Polakach, jak i jego chrześcijańska postawa wobec wszystkich ludzi. Istnieje również teoria, według której inspiratorem zabójstwa arcybiskupa był Polikarp (Sikorski), otwarcie popierający OUN. Po śmierci biskupa Aleksego zwierzchnikiem Autonomicznego Ukraińskiego Kościoła Prawosławnego został biskup Pantelejmon (Rudyk), a rozmowy zjednoczeniowe prowadzone z ówczesnym Ukraińskim Autokefalicznym Kościołem Prawosławnym zostały storpedowane. 
Aleksy (Gromadzki) został pochowany na terenie monasteru Objawienia Pańskiego w Krzemieńcu. 25 lipca 2006 r. dokonano ponownej ekshumacji szczątków władyki, które okazały się nienaruszone. W 2023 r. przeniesiono je do Ławry Poczajowskiej.

## Upamiętnienie
W 2024 r. w jego rodzinnej wsi odsłonięta została poświęcona mu tablica pamiątkowa, wykonana z okazji jubileuszu 100-lecia kanonicznej samodzielności Polskiego Autokefalicznego Kościoła Prawosławnego, której arcybiskup Aleksy był orędownikiem. Do zebranych na uroczystości przemówił ordynariusz prawosławnej diecezji lubelsko-chełmskiej arcybiskup Abel, przypominając zasługi, jak i tragiczną śmierć hierarchy.

## Ordery i odznaczenia
- Krzyż Komandorski Orderu Odrodzenia Polski (3 maja 1928)[17][18][19]
- Wielki Komandor Orderu Feniksa (Grecja)[19]
- Wielki Oficer Orderu Świętego Sawy (Jugosławia)[19]
- Wielki Oficer Orderu Zasługi Cywilnej (Bułgaria)[19]